# Бегала, Андрей
Андрей Бегала (словац. Andrej Begala; 2 февраля 1921, Ихляны-Слотинце — 5 июня 1992, Кежмарок) — чехословацкий военачальник, подполковник чехословацкой армии, участник Словацкого национального восстания.

## Биография
Родился 2 февраля 1921 года в Ихлянах-Слотинце. Родители: Юрай Бегала и Зузана Бегалова (в девичестве Киттанова). Учился с 1936 по 1940 годы в педагогическом училище в Прешове. В 1941 году был призван в словацкую армию, учился в военной школе в Спишске-Нове-Вес, с 1941 по 1943 годы в Военной академии Братиславы, в 1943 году окончил курсы войск связи в Халле. С 1943 года офицер словацкой армии.
В мае 1944 он с батальоном отправился в Восточную Словакию, где установил связь с партизанами, которым передавал оружие. В дни Словацкого национального восстания лично перевёл на сторону партизан батальон, в расположении которого отсутствовал командир, а с 28 августа 1944 стал военнослужащим 1-й чехословацкой армии в Словакии. После прибытия в Банску-Бистрицу включён в состав телеграфного батальона. С 15 октября 1944 военнослужащий 1-й тактической группы «Кривань», после разгрома восстания продолжал сражаться в партизанских рядах.
В 1945 году перешёл на службу в чехословацкую армию. В 1949 году покинул армию и был лишён звания подполковника, перейдя на гражданскую службу. В 1991 году восстановлен в звании подполковника.
Скончался 5 июня 1992 года в Кежмароке.
Дважды кавалер Военного креста 1939 года (в 1945 году), награждён медалью «За храбрость перед врагом» (в 1946 году).